# 波西瓦
50°14′39″N 26°13′16″E / 50.24417°N 26.22111°E
波西瓦（烏克蘭語：Посива），是烏克蘭西北部的村莊，隸屬里夫內州的里夫內區。該村始建於1913年，面積0.1平方公里，海拔高度247米，2001年人口31，人口密度每平方公里306.9人。